# Paul Kohner
Paul Kohner (* 29. März 1902 in Teplitz-Schönau, Österreich-Ungarn; † 16. März 1988 in Los Angeles, Kalifornien, Vereinigte Staaten) war ein österreichisch-US-amerikanischer Filmproduzent und Schauspielagent.

## Leben

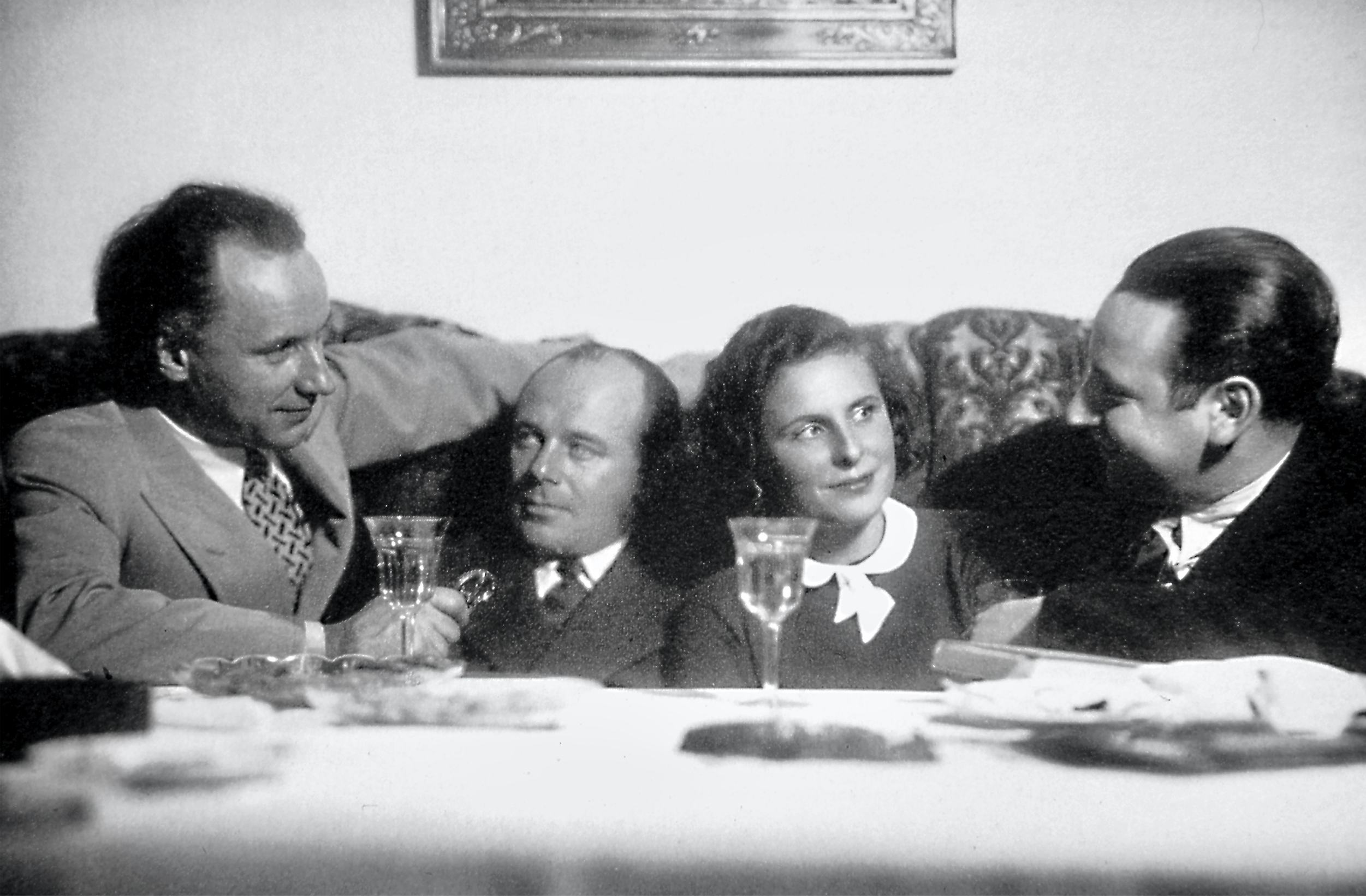
Von links nach rechts: Arnold Fanck, Ernst Udet, Leni Riefenstahl und Paul Kohner, 1932

Paul Kohner wurde von Carl Laemmle, dem Gründer von Universal, auf einer seiner zahlreichen Europa-Reisen entdeckt. Laemmle nahm Kohner 1921 mit nach Hollywood und förderte ihn. Unter Laemmle stieg Kohner zum Produzenten auf und erhielt schließlich 1928 den Auftrag, die Deutsche Universal zu leiten.
Kohner gründete 1938 den European Film Fund, der vertriebenen europäischen Filmschaffenden in finanzieller Notlage unterstützen sollte. Als Agent betreute er Marlene Dietrich, Greta Garbo, Dolores del Río, Maurice Chevalier, Billy Wilder, Liv Ullmann, Henry Fonda, David Niven, Erich von Stroheim, Ingmar Bergman, Lex Barker und Lana Turner.

### Familie
Kohner stammte aus einer jüdischen Familie. Sein Vater Julius "Kino" Kohler betrieb in Teplitz-Schönau das örtliche Kino. Sein Bruder Friedrich Kohner schrieb Drehbücher für Film und Fernsehen. Hanna Kohner, die Frau seines zweiten Bruders Walter Kohner, überlebte den Holocaust und berichtete darüber 1953 am amerikanischen Fernsehen. Paul Kohner war von 1932 bis zu seinem Tod verheiratet mit der mexikanischen Schauspielerin Lupita Tovar. Die gemeinsamen Kinder sind die Schauspielerin Susan Kohner und der Filmemacher Paul „Pancho“ Kohner junior. Er ist der Großvater der Filmregisseure Paul Weitz und Chris Weitz.

## Nachlass der Firma
Der Nachlass der Agentur von Paul Kohner wurde im Jahr 1988 von der Deutschen Kinemathek aufgekauft. Der Nachlass enthielt etwa fünftausend Klientenakten, etwa eintausend Skripte und tausende von Briefen. Im Jahr 2013 wurden 25 Drehbücher aus dem Nachlass unter dem Titel In der Ferne das Glück – Geschichten für Hollywood im Aufbau Verlag Berlin herausgegeben. Alle hier publizierten Drehbücher wurden nicht verfilmt.

## Filmografie (Auswahl)
- 1927: Hingabe (Surrender!) (Produktionsleitung)
- 1927: Spuk im Schloß (The Cat and the Canary)
- 1929: Die seltsame Vergangenheit der Thea Carter
- 1929: Durchs Brandenburger Tor
- 1929: Frühlingsrauschen
- 1929: Ludwig der Zweite, König von Bayern
- 1931: Drácula
- 1932: The Rebel
- 1933: SOS Eisberg
- 1934: Der verlorene Sohn
- 1936: Next Time We Love
- 1979: Erich von Stroheim: Der Mann mit dem bösen Blick
- 1986: Fast ein Jahrhundert: Luis Trenker
- 1989: Wer war Arnold Fanck?